# 劉大受 (嘉靖進士)
劉大受（1527年—？），字子可，順天府霸州大城縣人，民籍，明朝政治人物。

## 生平
嘉靖三十七年（1558年）戊午科順天府鄉試第三十一名舉人。嘉靖三十八年（1559年）聯捷己未科會試第一百八十九名，二甲第五十名進士。萬曆二年（1574年）十月除授太常寺少卿、提督四夷馆。

## 家族
曾祖劉振；祖父劉德；父劉鉞，巡檢。嫡母李氏；生母徐氏。慈侍下。